# Monumenti di piazza Durbar a Katmandu
Di seguito l'elenco dei monumenti di piazza Durbar a Katmandu in Nepal:
| Nome                             | Tipologia       | Epoca                | Immagine | Immagine post-terremoto |
| -------------------------------- | --------------- | -------------------- | -------- | ----------------------- |
| Tempio di Taleju                 | Tempio induista | 1564                 |          |                         |
| Tempio di Bhagavati              | Tempio induista |                      |          |                         |
| Tempio di Jagannath              | Tempio induista | 1563                 |          |                         |
| Kasthamandap                     | Padiglione      | XII secolo           |          |                         |
| Kabindrapur                      | Padiglione      | XVII secolo          |          |                         |
| Singha Sattal                    | Padiglione      |                      |          |                         |
| Ashok Vianayak                   | Tempietto       |                      |          |                         |
| Maju deval                       | Tempio induista | 1690                 |          |                         |
| Tempio Trailokya Mohan Narayan   | Tempio induista | 1680                 |          |                         |
| Tempio di Shiva e Parvati        | Tempio induista | Fine del XVII secolo |          |                         |
| Tempio di Narayan (Vishnu)       | Tempio induista |                      |          |                         |
| Kumari Bahal                     | Palazzo         | 1757                 |          |                         |
| Gaddhi Baithak                   | Palazzo         | 1908                 |          |                         |
| Grande campana                   | Monumento       | 1797                 |          |                         |
| Tempio di Krishna                | Tempio induista | 1648-9               |          |                         |
| Colonna del re Pratap Malla      | Monumento       | 1670                 |          |                         |
| Seto Bhairab (Bhairab bianco)    | Scultura        | 1794                 |          |                         |
| Tempio di Degutaleju             | Tempio induista |                      |          |                         |
| Kala Bhairab (Bhairab nero)      | Monumento       |                      |          |                         |
| Tempio di Indrapur               | Tempio induista |                      |          |                         |
| Tempio di Kakeshwar              | Tempio induista | 1681                 |          |                         |
| Iscrizione su pietra             | Scultura        | 1664                 |          |                         |
| Tempio di Kotilingeshwar Mahadev | Tempio induista | XVI secolo           |          |                         |
| Tempio di Mahendreshwar          | Tempio induista | 1561                 |          |                         |
| Hanuman Dhoka                    | Palazzo, Museo  | IV-VIII secolo       |          |                         |
| Statua di Hanuman                | Scultura        | 1672                 |          |                         |
| Torre di Basantapur              | Palazzo         | 1770                 |          |                         |